# Langang
Langang je naselje v Občini Winklern v Okraju Špital ob Dravi  na Koroškem v Avstriji.